# Diócesis de Patos de Minas

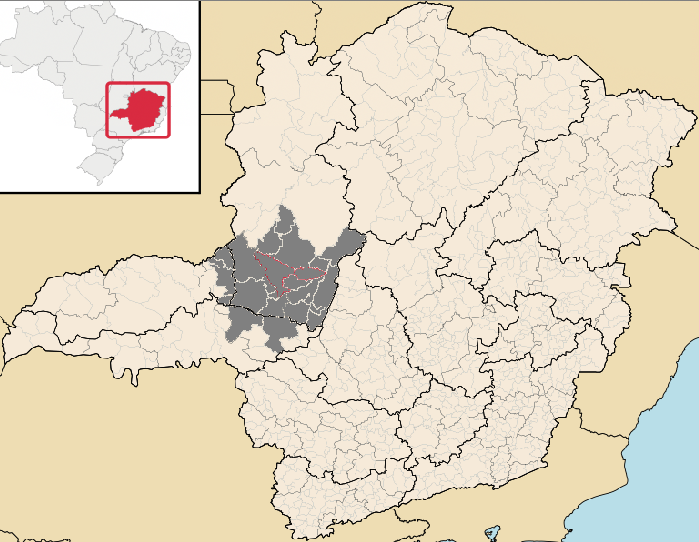
Mapa de la diócesis.

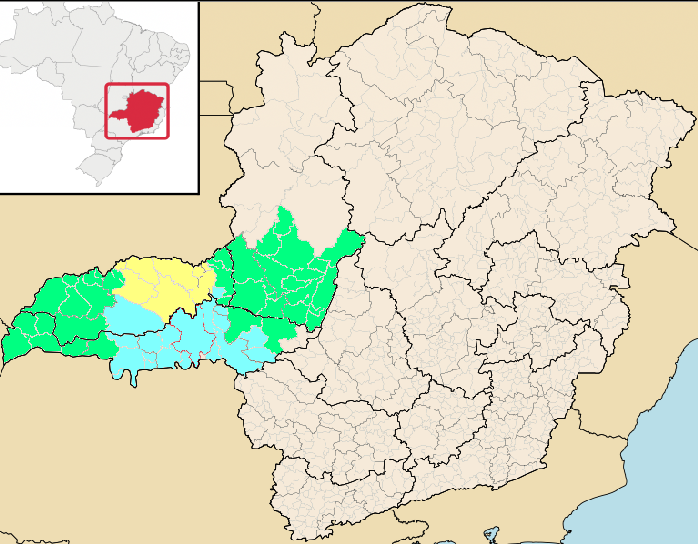
Ecclesiastical Province of Uberaba.

Regional CNBB Leste 2.

La diócesis de Patos de Minas (en latín: Dioecesis Patensis y en portugués: Diocese de Patos de Minas) es una circunscripción eclesiástica de la Iglesia católica en Brasil. Se trata de una diócesis latina, sufragánea de la arquidiócesis de Uberaba. Desde el 8 de octubre de 2008 su obispo es Cláudio Nori Sturm, de la Orden de los Hermanos Menores Capuchinos.

## Territorio y organización
La diócesis tiene 35 728 km² y extiende su jurisdicción sobre los fieles católicos de rito latino residentes en 24 municipios del estado de Minas Gerais: Abadia dos Dourados, Arapuá, Carmo do Paranaíba, Coromandel, Cruzeiro da Fortaleza, Douradoquara, Guimarânia, Ibiá, Iraí de Minas, Lagamar, Lagoa Formosa, Lagoa Grande, Matutina, Monte Carmelo, Patos de Minas, Patrocínio, Perdizes, Presidente Olegário, Rio Paranaíba, São Gonçalo do Abaeté, São Gotardo, Serra do Salitre, Tiros y Varjão de Minas.
La sede de la diócesis se encuentra en la ciudad de Patos de Minas, en donde se halla la Catedral de San Antonio de Padua.
En 2021 en la diócesis existían 44 parroquias agrupadas en 6 sectores: Santo Antônio, São Francisco, Santa Rita, São José, São Sebastião y Nossa Senhora da Abadia.

## Historia
La diócesis fue erigida el 5 de abril de 1955 con la bula Ex quo die del papa Pío XII, obteniendo el territorio de la diócesis de Uberaba (hoy arquidiócesis).
Originalmente sufragánea de la arquidiócesis de Belo Horizonte, el 4 de abril de 1962 pasó a formar parte de la provincia eclesiástica de la arquidiócesis de Uberaba.
El 9 de noviembre de 2002 cedió el municipio de Araxá a la arquidiócesis de Uberaba mediante el decreto Quo aptius.

## Estadísticas
Según el Anuario Pontificio 2022 la diócesis tenía a fines de 2021 un total de 541 850 fieles bautizados.
| Año                                                                             | Población            | Población | Población      | Sacerdotes | Sacerdotes    | Sacerdotes    | Bautizados por sacerdote | Diáconos permanentes | Religiosos | Religiosos | Parroquias |
| Año                                                                             | Bautizados católicos | Total     | % de católicos | Total      | Clero secular | Clero regular | Bautizados por sacerdote | Diáconos permanentes | Varones    | Mujeres    | Parroquias |
| ------------------------------------------------------------------------------- | -------------------- | --------- | -------------- | ---------- | ------------- | ------------- | ------------------------ | -------------------- | ---------- | ---------- | ---------- |
| 1965                                                                            | 331 500              | 396 000   | 83.7           | 45         | 20            | 25            | 7366                     |                      | 31         | 126        | 19         |
| 1970                                                                            | 380 000              | 400 000   | 95.0           | 41         | 19            | 22            | 9268                     |                      | 28         | 110        | 22         |
| 1976                                                                            | 425 000              | 450 000   | 94.4           | 47         | 21            | 26            | 9042                     |                      | 29         | 102        | 22         |
| 1980                                                                            | 383 000              | 407 000   | 94.1           | 36         | 20            | 16            | 10 638                   |                      | 28         | 67         | 23         |
| 1990                                                                            | 710 000              | 760 000   | 93.4           | 42         | 26            | 16            | 16 904                   |                      | 25         | 73         | 24         |
| 1999                                                                            | 421 311              | 495 660   | 85.0           | 61         | 39            | 22            | 6906                     |                      | 28         | 69         | 31         |
| 2000                                                                            | 438 912              | 516 368   | 85.0           | 60         | 42            | 18            | 7315                     |                      | 33         | 68         | 35         |
| 2001                                                                            | 439 000              | 517 000   | 84.9           | 64         | 42            | 22            | 6859                     |                      | 36         | 53         | 35         |
| 2002                                                                            | 420 000              | 480 000   | 87.5           | 66         | 51            | 15            | 6363                     |                      | 36         | 58         | 35         |
| 2003                                                                            | 432 842              | 519 999   | 83.2           | 64         | 46            | 18            | 6763                     |                      | 23         | 48         | 36         |
| 2004                                                                            | 393 735              | 529 162   | 74.4           | 64         | 46            | 18            | 6152                     |                      | 29         | 62         | 36         |
| 2013                                                                            | 477 000              | 616 000   | 77.4           | 79         | 63            | 16            | 6037                     | 1                    | 37         | 60         | 39         |
| 2016                                                                            | 489 000              | 631 000   | 77.5           | 81         | 68            | 13            | 6037                     | 1                    | 17         | 45         | 42         |
| 2019                                                                            | 533 400              | 592 650   | 90.0           | 82         | 69            | 13            | 6504                     | 1                    | 14         | 46         | 44         |
| 2021                                                                            | 541 850              | 602 120   | 90.0           | 82         | 69            | 13            | 6607                     | 1                    | 18         | 41         | 44         |
| Fuente: Catholic-Hierarchy, que a su vez toma los datos del Anuario Pontificio. |                      |           |                |            |               |               |                          |                      |            |            |            |

## Episcopologio
- José André Coimbra † (8 de junio de 1955-16 de agosto de 1968 falleció)
- Jorge Scarso, O.F.M.Cap. † (28 de diciembre de 1968-8 de enero de 1992 retirado)
- João Bosco Oliver de Faria (8 de enero de 1992-30 de mayo de 2007 nombrado arzobispo de Diamantina)
- Cláudio Nori Sturm, O.F.M.Cap., desde el 8 de octubre de 2008